# Castlevania (serie)

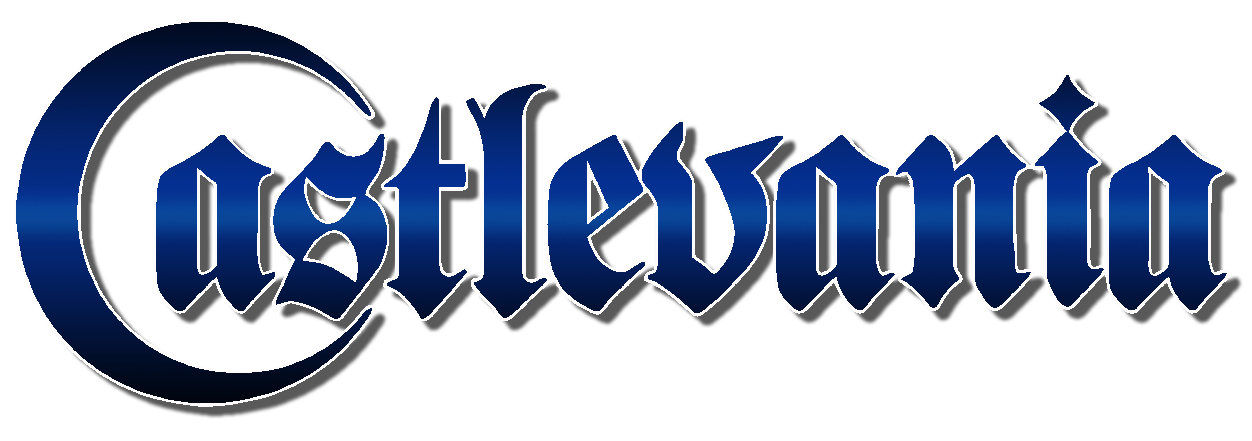
Attuale logo della serie Castlevania, introdotto nel 2003 con il gioco Castlevania: Lament of Innocence.

Castlevania, in Giappone Akumajō Dracula (悪魔城ドラキュラ?, Akumajō Dorakyura, lett. "Il castello demoniaco di Dracula"), è una serie di videogiochi creati da Konami.
Il primo gioco della serie, Castlevania (Akumajō Dracula), viene pubblicato per la prima volta il 26 settembre 1986 sulla console giapponese Famicom, più precisamente per la periferica Famicom Disk System. Nel mese di ottobre dello stesso anno viene adattato, rinominato Vampire Killer e successivamente pubblicato in Giappone e in Europa per l'home computer MSX2. Nel maggio 1987 viene portato su cartuccia e pubblicato in Nord America sul formato Nintendo Entertainment System, segue poi la distribuzione europea.
Nelle prime produzioni ci furono vari tentativi da parte degli autori per l'adattamento occidentale del nome giapponese: Castlevania, Vampire Killer e Haunted Castle, poi prevalse il titolo Castlevania come acronimo dell'inglese Castle of Transylvania.
La saga di Castlevania conta oltre 20 episodi disseminati sulla maggior parte dei sistemi apparsi sul mercato, sia console (Nintendo Entertainment System, Game Boy, Super Nintendo, Sega Mega Drive, PC Engine, PlayStation, Sega Saturn, Nintendo 64, Game Boy Advance, PlayStation 2, Xbox, Nintendo DS, PSP, Wii, PlayStation 3, Xbox 360, PlayStation 4, Xbox One, Nintendo Switch); sia home computer come Commodore 64, Sharp X68000, Amiga e personal computer (MS-DOS, Microsoft Windows). Un episodio è apparso anche in sala giochi.

## Origini

Logo originale di Castlevania su NES.

La trama è spesso molto simile tra i vari episodi della serie, dato che l'ambientazione sfruttata è quasi sempre l'eterno Castello del conte Dracula e in linea generale racconta delle gesta della famiglia Belmont, una nobile stirpe europea di cacciatori di vampiri avversa alle forze del male da secoli.
Il termine Belmont ha però arbitrariamente soppiantato la stessa origine francese del nome, nonostante si tratti di un deliberato cambiamento dall'originale, la stessa Konami ha appoggiato questa strategia.
Un riscontro oggettivo e certo della linea di sangue "franca" del Clan Belmont la si scopre nel manuale per Famicom Disk System e nuovamente in Dracula X per PC Engine durante le sequenze animate del gioco. L'idea del primo capitolo del 1986 era quella di sfruttare la leggendaria figura del Conte Dracula, icona orrorifica per eccellenza, inserirlo ad hoc in un contesto orrorifico e renderlo boss finale di un videogioco a piattaforme di spiccata componente avventurosa.
L'eroe del gioco sarebbe dunque stato un intrepido cacciatore di vampiri, pronto ad avventurarsi nella spettrale dimora del conte, debellando orde di creature asservite all'oscuro volere del principe dei vampiri. Il solido principio degli albori era però destinato a mutare e a svilupparsi in maniera composita e approfondita, con una poliedrica struttura compositiva.
Ispirandosi ad un compendio di figure a cavallo tra la pittura gotica e rinascimentale dei secoli passati, ogni director giapponese che ha lavorato sulla saga di Castlevania ha posto il suo personalissimo sigillo sull'epopea del Clan Belmont, Belnades e Morris (le tre casate che fanno da sfondo al gioco).
Non è difficile infatti distinguere nei numerosi episodi della saga un esplicito omaggio all'opera artistica di maestri pittori come Gustave Doré, Francisco Goya, Pieter Bruegel, e Albrecht Dürer.
Sebbene in parametri d'influenza diversa, è possibile distinguere nei coloratissimi sprite di Castlevania rimandi ad opere come "Partenza per il Sabba" o "Il Trionfo della Morte" e altre opere analoghe.
L'immaginario fiammingo si combina con una raccolta di figure mitologiche tipiche come chimere, tritoni, arpie, minotauri, risalenti a varie mitologie: da quella greco-romana, a quella nordica e a quella araba.
La trama della serie è vagamente ispirata al romanzo di Bram Stoker.

## Episodi
| Titolo occidentale                                            | Titolo originale                                            | Piattaforma/e | Note |
| ------------------------------------------------------------- | ----------------------------------------------------------- | --- | --- |
| Castlevania                                                   | Akumajō Dracula                                             | - 1986: Famicom Disk System - 1987: NES, Arcade - 1990: MS-DOS, Commodore 64, Amiga - 1993: Famicom - 2002: Microsoft Windows - 2004: Telefoni cellulari, Game Boy Advance - 2007: Wii Virtual Console - 2013: Wii U Virtual Console, 3DS Virtual Console - 2019: PlayStation 4, Xbox One, Steam, Nintendo Switch | - Opera Prima e relative pubblicazioni. - Incluso nella lista di giochi del NES Classic Mini. |
| Vampire Killer                                                | Akumajō Dracula                                             | - 1986: MSX2 | - Edizione per il relativo SO pubblicato per l'Europa e il Brasile - Primo gioco della serie a presentare elementi GDR. |
| Haunted Castle                                                | Akumajō Dracula                                             | - 1988: Arcade - 2002: PlayStation 2 - 2017: PlayStation 4 - 2019: PlayStation 4, Xbox One, Steam, Nintendo Switch | - Versione per sala giochi coin-op. - Nel 2019 è possibile giocarlo su tutte le piattaforme moderne grazie alla Arcade Classic Anniversary Collection. |
| Super Castlevania IV                                          | Akumajō Dracula                                             | - 1991: Super Nintendo - 2006: Wii Virtual Console - 2013: Wii U Virtual Console - 2016: New 3DS Virtual Console - 2019: PlayStation 4, Xbox One, Steam, Nintendo Switch | - Remake per Super Nintendo del primo Castlevania. - Incluso nella lista di giochi del Super Nintendo Classic Mini. |
| Castlevania Chronicles                                        | Akumajō Dracula                                             | - 1993: Sharp X68000 - 2001: PlayStation - 2008: PlayStation 3, PlayStation Portable, PlayStation Network | - Adattamento per X68000 dell'originale Castlevania - La versione PSN include "Arrange Mode" una sorta di remake estetico parziale. |
| Continuo della serie principale (prima parte)                 |                                                             | | |
| Castlevania II: Simon's Quest                                 | Dracula II: Noroi no fūin                                   | - 1987: Famicom Disk System - 1988: NES, sistemi portatili Tiger Electronics - 2002: Microsoft Windows - 2007: Wii Virtual Console - 2014: Wii U Virtual Console, 3DS Virtual Console - 2019: PlayStation 4, Xbox One, Steam, Nintendo Switch                                                                     | - Primo vero seguito degli eventi dopo il primo Castlevania. - I livelli non sono lineari, un primo esperimento di open-world. - Incluso nella lista di giochi di NES Classic Mini. |
| Castlevania III: Dracula's Curse                              | Akumajō densetsu                                            | - 1989: NES/Famicom - 2002: Microsoft Windows - 2009: Wii Virtual Console - 2014: Wii U Virtual Console, Nintendo 3DS Virtual Console - 2019: PlayStation 4, Xbox One, Steam, Nintendo Switch | - Primo titolo ad avere più personaggi utilizzabili (Trevor Belmont, Grant Danasty, Sypha Belnades, e Alucard) |
| Castlevania: The New Generation Castlevania: Bloodlines (USA) | Vampire Killer                                              | - 1994: Sega Mega Drive - 2019: PlayStation 4, Xbox One, Steam, Nintendo Switch | - A differenza dalle opere precedenti è il primo gioco che anziché svolgersi nel Castello di Dracula si sviluppa presso varie località europee, tra cui la Torre di Pisa. Gioco a 16 bit. - Il gioco è incluso anche nella lista dei giochi di Sega Megadrive Mini. |
| Saga: La Leggenda di Dracula                                  |                                                             | | |
| Castlevania: The Adventure                                    | Dracula densetsu                                            | - 1989: Game Boy - 1999: Game Boy Color - 2012: 3DS Virtual Console - 2019: PlayStation 4, Xbox One, Steam, Nintendo Switch | - Primo titolo ad apparire in una console portatile |
| Castlevania II: Belmont's Revenge                             | Dracula densetsu II                                         | - 1991: Game Boy - 2000: Game Boy Color - 2019: PlayStation 4, Xbox One, Steam, Nintendo Switch | - Seguito di Castlevania: The Adventure |
| Castlevania: The Adventure ReBirth                            | Dracula densetsu: ReBirth                                   | - 2009: WiiWare | - Remake di Castlevania: The Adventure |
| Saga: DRACULA X                                               |                                                             | | |
| Castlevania: Rondo of Blood                                   | Akumajō Dracula X Chi no Rondo                              | - 1993: PC Engine - 2010: Wii (Virtual Console) - 2018: PlayStation 4, Playstation Network | |
| Castlevania: Vampire's Kiss                                   | Akumajō Dracula XX                                          | - 1995: Super Nintendo - 2014: Wii U (Virtual Console) - 2016: New 3DS (Virtual Console) | - Adattamento per Super Nintendo di Rondo of Blood. - Chiamato "Castlevania Dracula X" negli USA. |
| Castlevania: Symphony of the Night                            | Akumajō Dracula X: Gekka no yasōkyoku                       | - 1997: PlayStation - 1998: Sega Saturn - 2007: Xbox 360 (Xbox Live Arcade), PlayStation 3 (PSN) - 2007: PlayStation Portable - 2016: Xbox One (Xbox Live) - 2018: PlayStation 4, PlayStation Network | - Seguito diretto di Rondo of Blood. - La versione per Sega Saturn presenta aree del castello di Dracula inedite e la possibilità di scegliere liberamente all'inizio del gioco uno dei tre personaggi utilizzabili (Alucard, Richter e Maria). - Contenuto nelle collection "Castlevania The Dracula X Chronicles" per PSP e "Castlevania Requiem: Symphony of the Night & Rondo of Blood" per PS4. - La versione Xbox One si può giocare grazie alla retrocompatibilità con Xbox 360. |
| Saga: Apocalypse (universo alternativo) non canonico          |                                                             | | |
| Castlevania Legends                                           | Akumajō Dracula: Dark Night Prelude                         | - 1997: Game Boy | - Primo capitolo con protagonista un membro della famiglia Belmont di sesso femminile. Rimosso dalla cronologia ufficiale assieme agli episodi per Nintendo 64 e Circle of the Moon, gioco per Gameboy Advance. |
| Castlevania                                                   | Akumajō Dracula: Mokushiroku                                | - 1999: Nintendo 64 | - Conosciuto, non ufficialmente, come Castlevania 64. - Primo capitolo della serie ad essere in 3D. - È possibile giocare nei panni di Reinhardt Schneider (erede della frusta Ammazzavampiri) e Carrie Belnades (erede dei poteri del clan Belnades). |
| Castlevania: Legacy of Darkness                               | Akumajō Dracula: Mokushiroku gaiden - The Legend of Cornell | - 1999: Nintendo 64 | - Prequel di Castlevania 64. - Il gioco è un'espansione del gioco precedente. Include nuovi personaggi giocabili (Cornell e Henry Oldrey), nuovi livelli e nuove modalità. |
| Castlevania: Circle of the Moon                               | Akumajō Dracula: Circle of the Moon                         | - 2001: Game Boy Advance - 2014: Nintendo Wii U (Virtual Console) | - Intitolato semplicemente Castlevania in Europa. |
| Saga: Soma Cruz                                               |                                                             | | |
| Castlevania: Aria of Sorrow                                   | Castlevania: Akatsuki no menuett                            | - 2003: Game Boy Advance - 2008: Telefoni cellulari - 2014: Nintendo Wii U Virtual Console | - Incluso nella compilation Castlevania: Double Pack. Ultimo capitolo per Game Boy Advance e primo ad essere ambientato dopo la "Battaglia del 1999" (mai raccontata in un videogioco) che ha sancito la sconfitta definitiva di Dracula. |
| Castlevania: Dawn of Sorrow                                   | Akumajō Dracula: Sōgetsu no jūjika                          | - 2005: Nintendo DS | - Primo capitolo per Nintendo DS. - Primo titolo dotato di modalità multiplayer. |
| Continuo della serie principale (seconda parte)               |                                                             | | |
| Castlevania: Harmony of Dissonance                            | Castlevania: Byakuya no concerto                            | - 2002: Game Boy Advance - 2014: Wii U Virtual Console | - Incluso nella compilation Castlevania: Double Pack. Primo capitolo della serie a non avere Dracula come boss finale. - Seguito di Castlevania II: Simon's Quest e prequel di Castlevania: Symphony of the Night. |
| Castlevania: Lament of Innocence                              | Castlevania                                                 | - 2003: PlayStation 2 - 2013: PlayStation 3 Playstation Network | - Intitolato semplicemente Castlevania in Europa, è il primo episodio in ordine cronologico. |
| Castlevania: Curse of Darkness                                | Akumajō Dracula: Yami no juin                               | - 2005: PlayStation 2, Xbox | - Seguito di Castlevania III: Dracula's Curse. |
| Castlevania: Portrait of Ruin                                 | Akumajō Dracula: Gallery of Labyrinth                       | - 2006: Nintendo DS | - Primo titolo dotato di modalità cooperativa online. |
| Castlevania: Order of Ecclesia                                | Akumajō Dracula: Ubawareta kokuin                           | - 2008: Nintendo DS | |
| Castlevania Judgment                                          | Akumajō Dracula: Judgment                                   | - 2008: Wii | - Gioco di genere picchiaduro basato sulla serie. |
| Castlevania: Harmony of Despair                               | Castlevania: Harmony of Despair                             | - 2010: Xbox Live Arcade, PlayStation Network | - Gioco multiplayer cooperativo online che utilizza personaggi, mostri, livelli, musiche da varie opere precedenti. Ultimo gioco a cui ha collaborato Koji Igarashi prima di lasciare Konami. |
| Saga: Lords of Shadow                                         |                                                             | | |
| Castlevania: Lords of Shadow                                  | Demon Castle Dracula: Lords of Shadow                       | - 2010: PlayStation 3, Xbox360, Microsoft Windows, Xbox One | - Titolo per PlayStation 3, Xbox 360 e Microsoft Windows, reboot della serie. - Sviluppato da MercurySteam e Kojima Productions. - Dal 30 ottobre 2018 è possibile giocare l'intera trilogia di Lords of Shadow su Xbox One grazie alla retrocompatibilità. |
| Castlevania: Lords of Shadow - Mirror of Fate                 | Kyassuruvu~ania: Rōdo obu Shadō - Shukumei no ma Kagami     | - 2013: Nintendo 3DS, PlayStation 3, Xbox360, Windows, Xbox One | - Videogioco d'azione a scorrimento in 2D con elementi in 3D. - Versione HD per PlayStation 3 e Xbox360 scaricabile dai rispettivi store dal 31 ottobre 2013. - Dopo 25 anni da Lords of Shadow. |
| Castlevania: Lords of Shadow 2                                | Demon Castle Dracula: Lords of Shadow 2                     | - 2014: PlayStation 3, Xbox 360, Microsoft Windows, Xbox One | - Seguito diretto del primo Lords of Shadow. |
| Giochi originali per dispositivi mobili                       |                                                             | | |
| Castlevania: Order of Shadows                                 | Castlevania: Order of Shadows                               | - 2007: Telefoni cellulari | - Videogioco rompicapo con protagonista Desmond Belmont. |
| Castlevania Puzzle: Encore of the Night                       | Castlevania Puzzle: Encore of the Night                     | - 2010: iOS | - Videogioco rompicapo basato su Alucard e altri personaggi di Symphony of the Night. |
| Castlevania: Grimoire of Souls                                | Akumajo Dracula: Grimoire of Souls                          | - 2018: iOS - 2019: Android | - Un mesh-up simile a Harmony of Despair. |
| Castlevania: Moonlight Rhapsody                               | 月夜狂想曲                                                  | - 2020: Dispositivi mobili | - Inizialmente previsto per il mercato cinese. - La grafica riprende la serie animata. - Si possono usare vari personaggi classici. |
| altri                                                         |                                                             | | |
| Castlevania: The Arcade                                       | Castlevania: The Arcade                                     | - 2009: Arcade | - Videogioco arcade di genere rail shooter. - Visuale in prima persona, si può scegliere di giocare come Vampire Hunter o Lady Gunner. |
| Akumajō Dracula: The Medal                                    | Akumajō Dracula: The Medal                                  | - 2008: Arcade Slot machine | - Slot machine basata sulla serie. - Ispirato a Dracula X Chronicles. |
| Pachislot Akumajō Dracula                                     | Pachislot Akumajō Dracula                                   | - 2008: Arcade Slot machine | - Pachinko basato sulla serie. |
| Pachislot Akumajō Dracula II                                  | Pachislot Akumajō Dracula II                                | - 2010: Arcade Slot machine | - Pachinko basato sulla serie. |
| Pachislot Akumajō Dracula III                                 | Pachislot Akumajō Dracula III                               | - 2012: Arcade Slot machine | - Pachinko basato sulla serie. |

### Raccolte
| Titolo occidentale                                          | Titolo originale                                            | Pubblicato                                              | Note |
| ----------------------------------------------------------- | ----------------------------------------------------------- | ------------------------------------------------------- | --- |
| Konami Collector's Series: Castlevania & Contra             | Konami Collector's Series: Castlevania & Contra             | - 2002: Microsoft Windows                               | - Contiene Castlevania, Castlevania II: Simon's Quest, e Castlevania III: Dracula's Curse, insieme a Contra, Super Contra e Jackal. |
| Castlevania: Double Pack                                    | Castlevania: Double Pack                                    | - 2006: Game Boy Advance                                | - Contiene Castlevania: Harmony of Dissonance e Castlevania: Aria of Sorrow. |
| Castlevania: The Dracula X Chronicles                       | Akumajō Dracula X Chronicle                                 | - 2007: PlayStation Portable                            | - Contiene l'originale Rondo of Blood, Castlevania: Symphony of the Night e un remake in 3D di Rondo of Blood. |
| Castlevania Requiem: Symphony of the Night & Rondo of Blood | Castlevania Requiem: Symphony of the Night & Rondo of Blood | - 2018: PlayStation 4 (PSN)                             | - Porting di Rondo of Blood e del suo sequel Symphony of the Night. |
| Castlevania Anniversary Collection                          | Castlevania Anniversary Collection                          | - 2019: PlayStation 4, Xbox One, Steam, Nintendo Switch | - Contiene Castlevania, Castlevania II: Simon’s Quest, Castlevania III: Dracula’s Curse, Super Castlevania IV, Castlevania: The New Generation, Castlevania: The Adventure, Castlevania II: Belmont's Revenge, Kid Dracula (versione Famicom del 1990) e un Bonus eBook. |
| Castlevania Advance Collection                              | Castlevania Advance Collection                              | - 2021: PlayStation 4, Xbox One, Switch, PC             | - Contiene le versioni per Game Boy Advance di Castlevania: Circle of the Moon, Harmony of Dissonance, Aria of Sorrow e Vampire's Kiss |
| Castlevania Dominus Collection                              | Castlevania Dominus Collection                              | - 2024; PlayStation 5, Xbox Series, Switch, PC          | - Haunted Castle Revisited (inedito); Dawn of Sorrow; Portrait of Ruin; Order of Ecclesia |

### Titoli correlati
Vedi crossover
| Titolo occidentale                        | Titolo originale                          | Piattaforma/e                                                                                  | Note |
| ----------------------------------------- | ----------------------------------------- | ---------------------------------------------------------------------------------------------- | --- |
| Konami Wai Wai World                      | Konami Wai Wai Wārudo                     | - 1988: NES                                                                                    | Appare Simon Belmont come personaggio giocabile. |
| Kid Dracula                               | Akumajō Special: Boku Dracula-kun         | - 1990: NES - 2006: Telefoni cellulari - 2019: PlayStation 4, Xbox One, Steam, Nintendo Switch | Platform parodistico della stessa Konami, il protagonista è un giovane vampiro. La versione presente sulla Anniversary Collection è quella del NES.                                                                           |
| Kid Dracula                               | Akumajō Supesharu: Boku Dorakyura-kun     | - 1993: Game Boy                                                                               | Sequel del precedente Kid Dracula per Famicom. |
| Wai Wai World 2: SOS Parsley Jō           | Wai Wai Wārudo Tsū Esuōesu Paseri Jō      | - 1991: NES - 2015: Virtual Console                                                            | Appare Simon Belmont come personaggio giocabile. |
| Wai Wai Bingo                             | Wai Wai Bingo                             | - 1993: Arcade                                                                                 | |
| Picadilly Circus: Konami Wai Wai World    | Pikaderī Sākasu: Konami Wai Wai Wārudo    | - 1994: Arcade                                                                                 | |
| Wai Wai Jockey                            | Wai Wai Jokki                             | - 1995: Arcade                                                                                 | |
| Sexy Parodius                             | Sekushi Parodiusu                         | - 1996: Arcade, Sony PlayStation, Sega Saturn - 1997: Game Boy - 2007: PlayStation Portable    | Il livello del castello è un probabile omaggio alla saga, dato che la musica di sottofondo si apre con alcune note di Vampire Killer, una fra le melodie di sottofondo più celebri adottate nei vari capitoli di Castlevania. |
| Wai Wai Poker                             | Wai Wai Poka                              | - 1997: Arcade                                                                                 | |
| DreamMix TV World Fighters                | DreamMix TV World Fighters                | - 2003: Nintendo GameCube, PlayStation 2                                                       | Picchiaduro sulla falsariga di Super Smash Bros., appare Simon Belmont come personaggio giocabile. |
| Super Bomberman R                         | Sūpā Bonbāman R                           | - 2017:Nintendo Switch, PlayStation 4, Xbox One, Steam                                         | Belmont, Dracula e Alucard in versione bomber |
| Super Smash Bros. Ultimate                | Dairantō Sumasshu Burazāzu Special        | - 2018: Nintendo Switch                                                                        | Simon, Richter sono personaggi giocabili; Dracula è un boss e Alucard è un trofeo assistente; questi hanno il proprio spirito.                                                                                                |
| Brawlhalla                                | Brawlhalla                                | - 2022: Microsoft Windows, macOS, PlayStation 4, Xbox One, Nintendo Switch, Android, iOS       | Alucard, Simon Belmond sono personaggi acquistabili, giocabili |
| Dead Cells DLC: Return to Castlevania     | Dead Cells DLC: Return to Castlevania     | - 2023: Playstation 4 e 5, Xbox Serie, Nintendo Switch e PC                                    | Richter Belmont, Alucard, Dracula |
| Dead by Daylight DLC: Castlevania Chapter | Dead by Daylight DLC: Castlevania Chapter | - 2024: Playstation 4 e 5, Xbox Serie, Nintendo Switch e PC                                    | |
| Vampire Survivors DLC: Ode to Castlevania | Vampire Survivors DLC: Ode to Castlevania | - 2024: Playstation 4 e 5, Xbox Serie, Nintendo Switch e PC                                    | 20 personaggi della serie e 40 armi tematiche ecc |

Uno dei creatori, Koji Igarashi, dopo aver lasciato la Konami decide di continuare la "successione spirituale" di giochi in stile Castlevania con:
- Bloodstained: Curse of the Moon, 2018 Inti Creates (in stile grafico a 8-bit)
- Bloodstained: Ritual of the Night, 2019 505 Games
- Bloodstained: Curse of the Moon 2, 2020 Inti Creates (in stile grafico a 8-bit)[13]

Entrambi pubblicati per Steam (PC/Mac/Linux), Playstation 4, Xbox One, Nintendo Switch.

### Titoli annullati
| Titolo occidentale                 | Piattaforma/e prevista/e        | Note |
| ---------------------------------- | ------------------------------- | --- |
| Castlevania 32X                    | - 1996: Sega 32X                | I fan gli hanno attribuito il nome Castlevania: The Bloodletting; Koji Igarashi ha dichiarato come molte idee iniziali sono state riutilizzate per Symphony of the Night. |
| Castlevania: Symphony of the Night | - 1997: Game.com                | Versione portatile del titolo uscito per PlayStation e Saturn. |
| Castlevania: Resurrection          | - 2000: Dreamcast               | Avrebbe dovuto essere un seguito del primo Castlevania, seguendo le avventure di Victor Belmont e di Sonia Belmont (protagonista di Castlevania Legends). Il titolo, più che fare riferimento alla resurrezione di Dracula, si riferisce a quella di Sonia. Sarebbe stato il primo Castlevania ad essere sviluppato dalla divisione americana della Konami. |
| Akumajō Dracula (TGS 2008 project) | - 2008: PlayStation 3, Xbox 360 | Titolo pianificato per Xbox 360 e PlayStation 3. Fu presentato con un teaser al Tokyo Game Show del 2008 prima di essere cancellato. Probabilmente avrebbe avuto Alucard come protagonista. Avrebbe dovuto essere il primo tentativo di reboot della saga prima dell'arrivo di Lords of Shadow.                                                             |

## Dettagli degli episodi
Il primo titolo della serie, Castlevania (1986), è un tipico videogioco a piattaforme dell'epoca dove si controlla Simon Belmont, un discendente del clan di cacciatori di vampiri dei Belmont. Armato della sua frusta sacra, tramandata da generazione in generazione, si deve avventurare nel castello del Conte Dracula per trovarlo e ucciderlo. Si possono utilizzare anche armi secondarie che consumano dei cuori; questi possono essere ottenuti distruggendo candelabri o uccidendo nemici. Esistono diversi remake di questo gioco, a partire dalla versione "parallela" Vampire Hunter; poi Haunted Castle versione per sala giochi dotato di trama differente; un port per Sharp X68000, arrivato in occidente come Castlevania Chronicles su Playstation; Super Castlevania IV, per Super Nintendo.
Nel seguito, Simon's Quest, vengono introdotti molti elementi tipici dei giochi di ruolo (livelli di abilità, PNG, un mondo esplorabile a piacimento dove i livelli sono connessi fra loro e rigiocabili); elementi che vengono eliminati nel terzo episodio, Dracula's Curse, dove tuttavia è possibile in alcuni casi scegliere la sequenza di gioco dei livelli, utilizzare tre diversi personaggi e avere un alleato.
Dopo alcuni episodi per sistemi a 16-bit e per console portatili, che bene o male riprendono stile e modalità di gioco dei precedenti, è nel 1997 che, con Symphony of the Night la serie cambia aspetto per diventare quella odierna. Vengono inseriti molti elementi da avventura dinamica, in particolare da Metroid e Super Metroid (tanto che, scherzosamente, i fan chiamano il titolo Castleroid o Metroidvania). Con l'avvento del direttore artistico Ayami Kojima anche l'aspetto grafico cambia, passando dalle oscure ambientazioni in stile medievale ad uno barocco e manieristico. I titoli seguenti per Nintendo DS hanno adottato un aspetto in stile anime, per paura che i più giovani non apprezzassero l'arte matura di Kojima.
Esistono anche sei episodi tridimensionali di Castlevania, due per Nintendo 64 (Castlevania, Legacy of Darkness), due per Playstation 2 (Lament of Innocence, Curse of Darkness), e i recenti (Lords of Shadow) e (Lords of Shadow 2) per Xbox360 e Playstation 3.

### Elementi comuni
Benché esistano titoli anche molto diversi fra loro, nella stragrande maggioranza di essi esistono elementi in comune che contraddistinguono la serie fin dal primo episodio:
- armi secondarie che affiancano quella principale (di solito la frusta "ammazzavampiri"): i più comuni sono coltelli e asce da lancio, acqua santa, una croce, una bibbia.
- power-up a forma di cuore, che di volta in volta servono come "munizioni" per le armi secondarie, come denaro e per aumentare esperienza (solo in un episodio per Game Boy a ripristinare la vita).
- alcuni mostri tipici: scheletri che lanciano ossa, pipistrelli, zombie, armature semoventi che lanciano asce, teste di meduse che volano, occhi volanti dotati di una sorta di coda. Tra i boss, oltre a Dracula, appare molto spesso (solitamente alla fine del penultimo livello) la Morte.

## Altri media

### Cinema
Un progetto cinematografico basato sul videogioco era stato annunciato nel 2005 ed era andato avanti nello sviluppo per poi essere ufficialmente annullato nel 2009.
La storia avrebbe trattato le origini di un giovane Dracula e il suo gruppo di vampiri all'inizio di un'atroce presa di potere della Transilvania medievale. A fermare le creature si presenteranno i Belmont, una famiglia di cacciatori di vampiri.
L'intenzione di trasporre per il grande schermo una delle saghe videoludiche di stampo storico come Castlevania risale al 2005, anno in cui la Crystal Sky Pictures acquistò i diritti cinematografici della serie. Paul W.S. Anderson venne incaricato di regia e sceneggiatura, annunciando l'inizio della lavorazione su fine 2006 e stimando una spesa preventiva iniziale di 50 milioni di dollari.
Per un incarico più promettente e comunque di produzione più sicura, Death Race (rifacimento di Anno 2000 - La corsa della morte), Anderson dovette abbandonare temporaneamente la regia dando spazio quindi a Sylvain White. Le idee di quest'ultimo sull'approccio da intraprendere per realizzare nel miglior modo possibile la trasposizione furono quelle di tenersi sul genere di un film vampiresco e viste le basi solide già fissate dai videogiochi ne contemplavano un ottimo inizio.
Per la realizzazione delle musiche, Anderson si dichiarò speranzoso nel vedere il compositore della colonna sonora dei videogiochi, Michiru Yamane, partecipare anche al film.
La post-produzione avrebbe dovuto svolgersi in alcuni studi cinematografici di Londra.
A poco tempo dall'annuncio di produzione, lo studio Dimension Films entrò in negoziati per il controllo della distribuzione cinematografica in territorio nordamericano. A un anno di distanza dai trattati, la Dimension fu replicata dalla Rogue Pictures nella distribuzione nordamericana per via di problemi legati alla produzione, assistendo la Crystal Sky riguardo alla distribuzione internazionale.
Dopo il passaggio di regia da Anderson a White e la successiva riprogrammazione della lavorazione, la distribuzione cinematografica fu fissata per un parziale fine 2008.

#### Sceneggiatura
Riguardo alla sceneggiatura e alle prime idee d'approccio, il produttore Jeremy Bolt permise di integrare una buona storia su Dracula, aggiungendo al contempo le origini dei personaggi Belmont, intenzionato a rifarsi sulla trama seguendo le orme dei primi videogiochi.
Anderson, invece, idealizzò una storia gotica e romantica, con la possibilità di un film tridimensionale, analizzando nel dettaglio Dracula e Belmont, due personaggi chiave dell'intera saga occorrendo a narrare la storia in diverse situazioni temporali, ma rimanendo principalmente nella Transilvania del XV secolo.
L'inizio dello sciopero degli sceneggiatori (2007-2008) fissato al 5 novembre, rallentò la scrittura della sceneggiatura, nonostante Anderson premette per riceverla almeno due o tre settimane prima del blocco cinematografico previsto, e il produttore Jeremy Bolt annunciò lo stop della produzione fino alla primavera del 2008.
Dopo l'uscita dal progetto di Anderson, Ian Jeffers venne incaricato della riscrittura.

#### Riprese
La lavorazione era inizialmente fissata per iniziare durante la primavera 2007. I primi sopralluoghi volti a definire le location cui svolgere le principali riprese e ambientare la storia si tennero nel 2006 in Ungheria e Romania, pianificando la costruzione di alcuni set a Budapest cui girare in interni le scene del castello.
In gennaio, la lavorazione fu posticipata alla stagione a venire con location in Transilvania e località ungheresi, il motivo del ritardo fu spiegato da Anderson come di natura prettamente strutturale, pare infatti che i produttori volessero ambientare la storia in inverno datando un consistente numero di scene con la presenza di neve, scelta forzata visto il carattere temporale della primavera. Parlando anche delle ambientazioni scelte, il regista dichiarò che fu come ricreare Mordor, paesaggi naturali pieni di gotico e paura, calcolando ogni singola angolazione possibile per un materiale emozionante.
Con il cambio di regia da Anderson a White, le riprese furono nuovamente oggetto di riprogrammazione: inizio in tardo 2007 e set in Sudafrica e Romania.

#### Annullamento
I problemi di una produzione già difficoltosa scaturiti dallo sciopero degli sceneggiatori, prima, la messa in vendita della Relativity Media e la possibilità di un fermo degli attori previsto per il vicino futuro, dopo, portarono lo studio cinematografico ad attivare la produzione limbo. Nonostante lo stallo, White decise di rimanere alla regia.
A fine maggio 2009 è stata annunciata l'ufficiale caduta del progetto, dopo il definitivo blocco del progetto avutosi con la caduta nella produzione limbo.

#### Nuovo progetto
Ad alcuni mesi di distanza dall'annullamento del progetto di White e Anderson, all'edizione 2009 del Comic-Con viene annunciato un nuovo film per la regia di James Wan (ideatore di Saw). Le premesse sono di ripartire da capo, ricercare uno sceneggiatore che si mantenga fedele alla trama del videogioco, creare un ponte tra occidente e oriente mantenendo le atmosfere gotiche e fantasy proposte. Unico collegamento con il progetto precedente è Paul W.S. Anderson, chiamato a tornare come produttore. Ad oggi non esistono ulteriori notizie sul progetto e si ritiene definitivamente accantonato.

### Serie animate

#### Un videogioco per Kevin - Captain N
Simon Belmont e alcuni cattivi della saga sono presenti come personaggi secondari nella serie animata Un videogioco per Kevin - Captain N del 1989.

#### Castlevania
Nel 2017 è uscita su Netflix la serie animata Castlevania.

#### Castlevania: Nocturne
Nel 2023 è uscito, sempre su Netflix, uno spin-off della prima serie animata, intitolato Castlevania: Nocturne.

## Accoglienza
La rivista Play Generation classificò i Belmont come la terza famiglia più celebre dei videogiochi usciti su PlayStation 2.